# JR羽越本線脱線事故
JR羽越本線脱線事故（ジェイアールうえつほんせんだっせんじこ）は、2005年（平成17年）12月25日、東日本旅客鉄道（JR東日本）羽越本線北余目駅 - 砂越駅間で突風に伴い発生した列車脱線事故である。

## 事故概要
| 先頭車両の損傷 |  | 先頭車両の損傷 |
| 先頭車両の損傷 |  |                |

2005年（平成17年）12月25日19時14分頃、山形県東田川郡庄内町榎木の東日本旅客鉄道（JR東日本）羽越本線北余目駅 - 砂越駅間の第2最上川橋梁付近において、秋田発新潟行き特急「いなほ14号」（列車番号2014M、485系3000番台6両編成・新潟車両センター所属R24編成）が橋梁を通過した直後に、最も軽量であった2両目から脱線を始めて最終的に全車両が脱線、うち3両が転覆し、先頭車両が線路脇の養豚場（養豚・山形和牛肥育畜舎）共同団地内養豚の堆肥舎に激突して大破した。脱線時の運行速度は、運転士の証言等から時速約100キロメートル（km/h）とみられている。この事故により先頭車両（クハ481-3506）に乗っていた5人が死亡し、32人が重軽傷を負った。

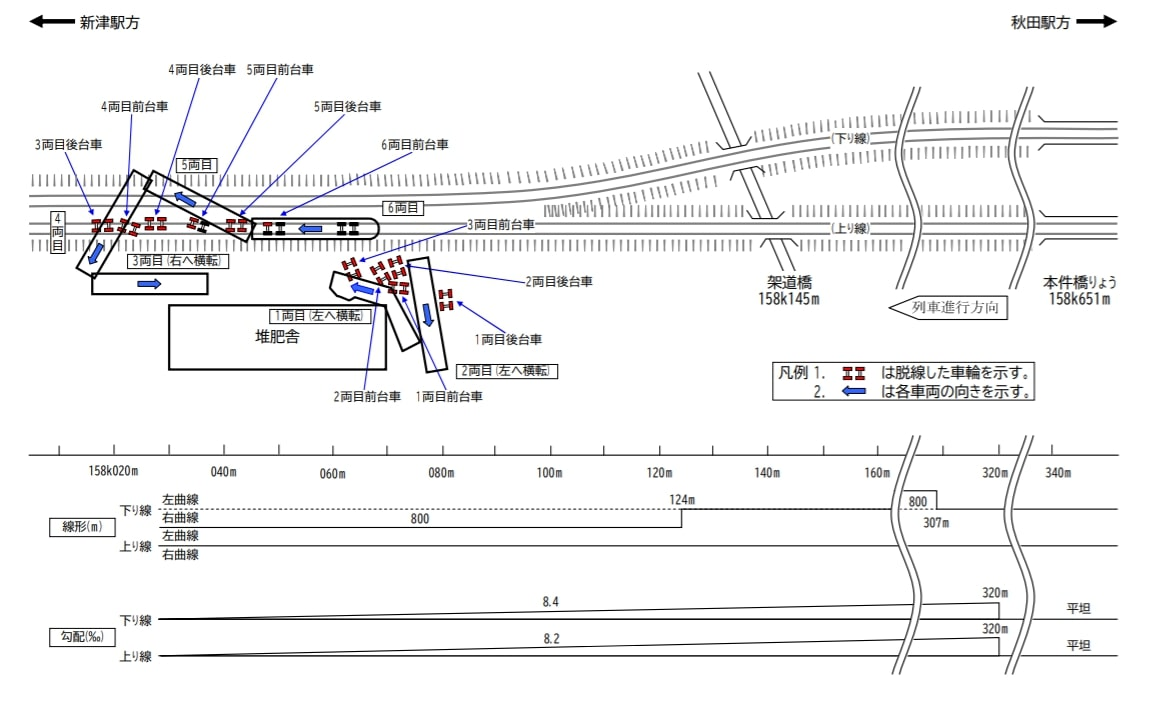
事故現場の概略図

事故の発生した2005年12月の山形県庄内地方では、例年と比べても激しい吹雪が連日にわたって続いていた。また、発生当日の18時には酒田市で落雷が観測されており、大気の状態が非常に不安定になっていた。発生当時は、暴風雪・波浪警報こそ発表されていたものの（ウィキニュースの記事）、前線を伴った温帯低気圧の暖域に入っており酒田市の19時の気温は6.3度で「横なぐりの雨」が降っていた。事故の直接の原因は突風とされ（現場周辺住民からも「今まで体験したことがないようなものだった」との証言が出ている）、周辺の防砂林のクロマツが倒れていることや目撃情報などから、原因は局地的に発生したダウンバーストあるいは竜巻に煽られ転覆した可能性があるといわれた。
事故当日、最上川河口南方から事故現場までの一直線上で、ビニールハウスの倒壊や、国道7号沿いの防雪柵に取り付けられていた重さ105キログラム（kg）の鉄板が飛ばされてコンビニエンスストアの軒を破壊するなどの大きな被害が発生していたことが確認されている。事故から2年後の2007年12月21日、山形県庄内警察署に置かれていた同事故捜査本部は委嘱専門機関の鑑定結果として、突風の原因を『竜巻と見られる』と発表している。
事故後、山形県警察が東京都内の大学研究室に依頼した風洞実験の結果、当該列車は風速40メートル（m/s）以上の突風に襲われたと推定される。また、交通安全環境研究所の松本陽主幹研究員は、時速100キロメートル（km/h）で走行している列車は風速35メートル（m/s）以上の横風を受けた場合に転覆・脱線するという鉄道総合技術研究所の研究結果を踏まえた上で「土手の下から吹く風の影響も考えれば転覆限界風速は多少低くなる可能性もあるが、それでも風速30メートル以上の突風でないと転覆は考えづらい」という見解を述べた。しかし、事故当日の気象庁酒田測候所が観測した最大瞬間風速は21.6メートル、現場近くのJR東日本が設置した風速計の数値も20 m/s程度と、極狭い範囲を移動した突風に対して管理側で異常を検知することはできなかった。

## 事故の背景と責任
事故の原因については航空・鉄道事故調査委員会によって調査が続けられ、2008年4月2日に報告書が公表された。脱線原因として瞬間風速 40 m/s 程度の局所的な突風で車両が傾いたと結論づけた。そして、予見はほぼ不可能であり事故は避けられなかったとした。さらに、今後の対策として気象庁や鉄道事業者や行政等の連携や観測網の強化などで実効性のある対策が必要との所見を述べた。
このほかに当時の状況や関係者の証言などから、以下の点について議論されている。

### 運転士の過失の有無
この列車には、運転士（当時29歳）と車掌（当時26歳）の2名が乗務していた。事故発生当日、事故列車は秋田駅発車の時点で1時間1分の遅延を生じていたが、途中風の強い区間では運転指令員の指示に従い時速25 kmで進行するなど、安全確保のための措置をとっていた。その結果、事故直前の酒田駅発車時点では、遅れは1時間8分に拡大していた。事故発生時も、通常であれば120 km/hで走行するところを、運転士は自らの判断により100 - 105 km/hに減速して運行していたことが、事故後の調査で判明している。無理な定時運行や回復運行の敢行など、安全性を無視した無謀な運行を行った形跡はなかった。
事故発生後、運転士はすぐさま列車無線で新潟支社の輸送指令に脱線事故の発生を伝えて救助の要請を行い、車掌と2人で消防の到着まで救助作業を行った。消防隊員が到着した時、重傷を負いながらも「私より先にお客さまの救助をお願いします」と言い、救助作業を続けたという。
事故発生から半年後の2006年6月25日付け朝日新聞山形県版31面に掲載された検証記事によると、羽越本線の運転歴20年のベテラン運転士がインタビューに応じ「突風が原因だったとしても、予測できないとすれば、どうしようもない」と語り、もし当時29歳の運転士ではなく自分が運転していたとしても事故を防ぐことはできなかったであろうとしている。この事故は、運転士の経験や能力の範疇を超える突風によって起こったと推定される。
それに対し、毎日新聞は2005年12月27日の社説で「この路線を何度も運転している運転士ならば、風の音を聞き、風の息づかいを感じられたはずだ」と、事故の原因は突風ではなく運転士の経験不足による人災であるとして、無謀運行を敢行したとするJR東日本の運行管理体制を厳しく批判した。現実には高速走行中の運転士に判断は困難であり、社説掲載後の毎日新聞には非難が殺到し、掲載から約2か月後の2006年2月7日、毎日新聞が検証記事において、科学的見地を無視した感情に偏った行き過ぎた批判であったことを認めた。その際、毎日新聞の紙面には外部の人間により構成される「開かれた新聞」委員会における委員たちの社説に対する発言を謝罪記事の代わりとして掲載している。委員たちの発言として社説に対する批判意見は掲載されているものの『社説は学術論文ではない。記者の感情が高ぶり、憂慮が表れるのは当然。社説に冷静さのみを求めるのは誤りだ』という意見も掲載し、自社を擁護しているとして非難に拍車をかけることとなった。

### 運行管理体制と設備の問題
東北地方日本海沿岸地域は冬になると頻繁に暴風雪警報が発表されており、当時も暴風雪・波浪警報が発表され、大規模な寒冷前線と通称「爆弾低気圧」発生が予測されていた。リアルタイムの気象レーダーには寒冷前線前縁付近に集中して通常の冬季積乱雲の2倍以上の高度に達する大規模な積乱雲が事故現場に掛かるのが観測されており、激しい雷を伴った暴風雪であったが、この情報が鉄道側では全く利用されていなかった。そもそも事故当時、新潟支社の指令室に設置されている、気象庁からの警報・注意報などの気象情報を受信するためのファックスが数日前から故障したままとなっており、暴風雪・波浪警報を受信できる状態になかったことも、後に明らかとなっている。
警報発表下でも極力生活路線を維持しなければならない事情があるとはいえ、運行見合わせなどの措置を講じずに運行を継続した点においては、JR側に一定の責任を問うことも道義的には可能と考える余地もある。また、気象情報活用法の具体的研究の必要があると思われ、気象庁もとりあえず「気象情報の共有」をJR東日本に対して提案しているが、事故時点では気象情報もそれに基づく減速・抑止規準もなかった。
また事故の現場となった「第2最上川橋梁」付近では、山陰線余部鉄橋列車転落事故で問題となったパドル型風車利用の風速計（風が水平方向から大きく傾いた場合、正確な風速を計測できなくなる）を使用していた。
加えて、従来は駅長の目測で風速20 m/s以上と認められる場合に、輸送指令員に報告する義務規定があったが、風速計と自動防災システムなどの整備を理由として2002年3月に廃止されている。
余部鉄橋列車転落事故は「警報装置が作動していたにもかかわらず運転を続行した」として、1994年に発生した根室本線の列車転覆事故は「警報装置の故障を放置したため、異常を検知できなかった」としてそれぞれ立件されたが、同年に発生した三陸鉄道の列車転覆事故は「突発的な暴風で、列車が転覆するほどの突風の予測は困難であった」として起訴猶予処分になっている。
2009年12月21日、山形県警は当時のJR東日本新潟支社の輸送課指令室長ら3人を業務上過失致死傷容疑で書類送検したが、2010年3月19日に山形地検は突風の予測は不可能だったと判断し、不起訴とした。なおJR東日本は、遺族や負傷者全員との示談が成立したことを2017年に明らかにしている。

## 救援活動

### 山形県立日本海病院
この事故では、山形県酒田市の山形県立日本海病院の対応が早かった。同病院では、この年の12月3日に有事を想定した対処訓練を行ったばかりで、この訓練が半月後に発生した事故の現場で役に立った。同病院は事故発生の一報を受けると、速やかに救急医療センター副センター長と看護師からなる医療チームを事故現場に派遣した。
21時前に現場に到着すると、救助隊とともに一人がやっと入れるほどの狭い救助現場に入り、要救助者に対して点滴の投与などの治療を行うとともに、レスキュー隊に対して医学的なアドバイスを行った。これにより、クラッシュ症候群などを防ぐことが可能となり、死者の増加および救助者の後遺症を食い止めることができた。同病院内でも、全医師を緊急招集し、救助者が到着するまでの間に首提げのトリアージ・タッグ（名前・症状・加療の状況などを一覧できるボード）を大量に用意するなど、初動は迅速であった。
庄内余目病院など、救助者が搬送された他の病院においても、救急救命士など救急隊員と病院との話し合い・研修が他の地域に比べて盛んに行われており、救急隊員と医師との連携も密になっていた。

### 消防・警察など
事故発生直後から、地元の酒田地区消防組合をはじめとして山形県庄内地方から鶴岡市消防本部、最上地方から最上広域市町村圏事務組合消防本部、村山地方から天童市消防本部、尾花沢市消防本部、西村山広域行政事務組合消防本部、東根市消防本部、村山市消防本部、山形市消防本部の特別救助隊などが山形県消防広域応援隊として出動し、山形県警察からも機動隊が出動し、横殴りの地吹雪の中、各機関が協力し不眠不休で救助活動に当たった。
翌26日午後からは山形県消防広域応援隊として置賜地方の消防本部や山形県消防防災航空隊も参加し、山形県内の全14消防本部から救助隊・救急隊・指揮隊など各部隊が総動員された。

### その他
乗客として乗り合わせた新潟県の見附市消防本部の消防士や、JR東日本新潟支社の社員が、自らが腰や背骨に全治数か月にもなる重傷を負いながらも救助活動を行い、動けない人に声を掛けて励ましていた。
当初、乗客の目撃情報から、秋田県内在住の母子2名が車内に閉じ込められたままだと報道されていたが、その母子は事故発生現場よりも70キロメートル（km）以上手前の羽後本荘駅で下車しており、無事だったことが数日後に判明している。

## 復旧活動や余波、その後の対策

### 復旧活動
この事故により鶴岡 - 酒田間が一時不通になった。この区間は日本海縦貫線の一部を構成しているため、寝台特急「あけぼの」「日本海」「トワイライトエクスプレス」が全区間運休。貨物列車も一部区間運休や東北本線・東海道本線経由に輸送ルートが変更になるなどし、広範囲に影響が出た。昼行特急列車・普通列車も一部区間でバス代行輸送を行い、陸羽西線直通の列車は同線内のみの運行になった。
現場周辺の暴風雪により、被害者の捜索や事故車両の撤去は年を越した2006年1月1日までかかった。その後復旧工事が完了し、1月21日の大学入試センター試験にも配慮して1月19日より鶴岡 - 酒田間の運行が再開された。再開直後は事故現場付近で時速45 km以下での徐行運行が行われ、2006年11月30日に事故現場の前後2.3km区間にわたる恒久的な防風柵の設置工事が完了した後は平常運行に戻った。
大破した事故車両は捜査資料として警察から証拠物件の保全命令が出されていたが、捜査の終了により全車が2007年3月31日付で廃車された。なお車両補充のため、青森車両センターから新潟車両センターへ2006年度中に同型車4両が転属した。

### 交通機関での強風対策強化
気象庁ではこの事故をきっかけに、一般の気象レーダーを改造する形でドップラーレーダーの整備計画を推進している。成田国際空港など全国8空港と千葉県柏市のみに設置されていたドップラーレーダーの運用を、2006年12月に新潟地方気象台で開始し、2007年2月には、仙台管区気象台、名古屋地方気象台でも運用を開始した。今後数年をかけて全国の気象台にドップラーレーダーを設置し、一般の気象予報にも活用する計画としている。2006年に宮崎県延岡市や北海道佐呂間町で発生した竜巻被害（北海道佐呂間町竜巻災害）を受けて、この整備計画をさらに前倒しするともいわれている。
この事故を受けてJR東日本は2006年2月1日、JR東日本研究開発センター内に「防災研究所」を設立、次いで2007年1月29日には余目駅の屋上に1億円をかけ、JRグループでは初めて（鉄道事業者としても初）のドップラーレーダー（探知可能距離約30キロメートル〈km〉）を設置し、同年3月より使用を開始した。この事故の対策としてJR東日本が計上した対策費は、防風柵やドップラーレーダーの設置工事を含め100億円を超える。
事故を引き起こした突風への対策として、気象庁気象研究所はJR東日本、鉄道総合技術研究所などと共同で2007年7月より3年計画で事故現場周辺の庄内地域において、突風探知システムの開発へ向けた観測を行った。この研究は、余目駅のドップラーレーダーや庄内空港のドップラーレーダー、25箇所程度の地上気象観測点などから得られたデータを解析およびシミュレーションして突風が発生する詳細なメカニズムを解明し、現在は不可能な突風探知の実現を目指すとともに、将来的には突風探知システムとして実用化することにより鉄道の安全運行に寄与することを目的としている。同年12月には、酒田市内や酒田市沖合いの日本海上において、突風の原因となる雲の渦が発生してから消滅するまでの移動経路や大きさ、風速変化について連続して精密に観測することに成功した。
2016年（平成28年）7月下旬から山形県酒田市内に突風探知の気象異常を目的としたドップラーレーダーが新規着工し、2017年3月27日に観測を開始。そして、ドップラーレーダーを用いた世界初の突風に対する列車運転規制を羽越本線五十川駅 - 女鹿駅、陸羽西線余目駅 - 清川駅間で2017年12月19日10時から実施することがJR東日本により発表された。その後同規制は2019年（令和元年）11月1日よりドップラーレーダーから60km圏内にあたる羽越本線今川駅 - 西目駅間、陸羽西線余目駅 - 清川駅間に拡大、2020年11月1日からドップラーレーダーの観測状況に加え人工知能を活用し、羽越本線今川駅 - 羽後本荘駅間、陸羽西線余目駅 - 清川駅間に拡大された。
この事故を受け、JR東日本は全社的に列車運休にかかわる風速規制を強化し、それまで秒速30メートル（m/s）で運休となっていた規制値を同25 m/sに強化した。この規制強化より、強風・突風による大事故は起こりにくくなった一方、他の私鉄各線より基準が厳しくなったため、JR線は軒並み運休しているにも関わらず、他の私鉄各線は通常運行しているという状況が発生している。平成21年台風第18号上陸の際、首都圏のJR線はほぼすべて運休となった一方で、JR線と併走する京成本線・京浜急行本線といった私鉄各線は運行を続けるなど、会社によって対応がまちまちとなった。そのため、京浜急行電鉄（京急）では振替輸送受託により横浜駅や京急鶴見駅などの対象駅に乗客が殺到したことで駅構内が混雑し、ホーム上に乗客が溢れて危険な状態になったため、全線で運休となった。京急ではその後も列車の遅延が続き、各駅の改札で入場規制がかかる事態となった。このような状況は首都圏を台風が通過したり、東京上空に爆弾低気圧が発生したりした際に起こりやすくなっている。

### 謝罪・追悼など

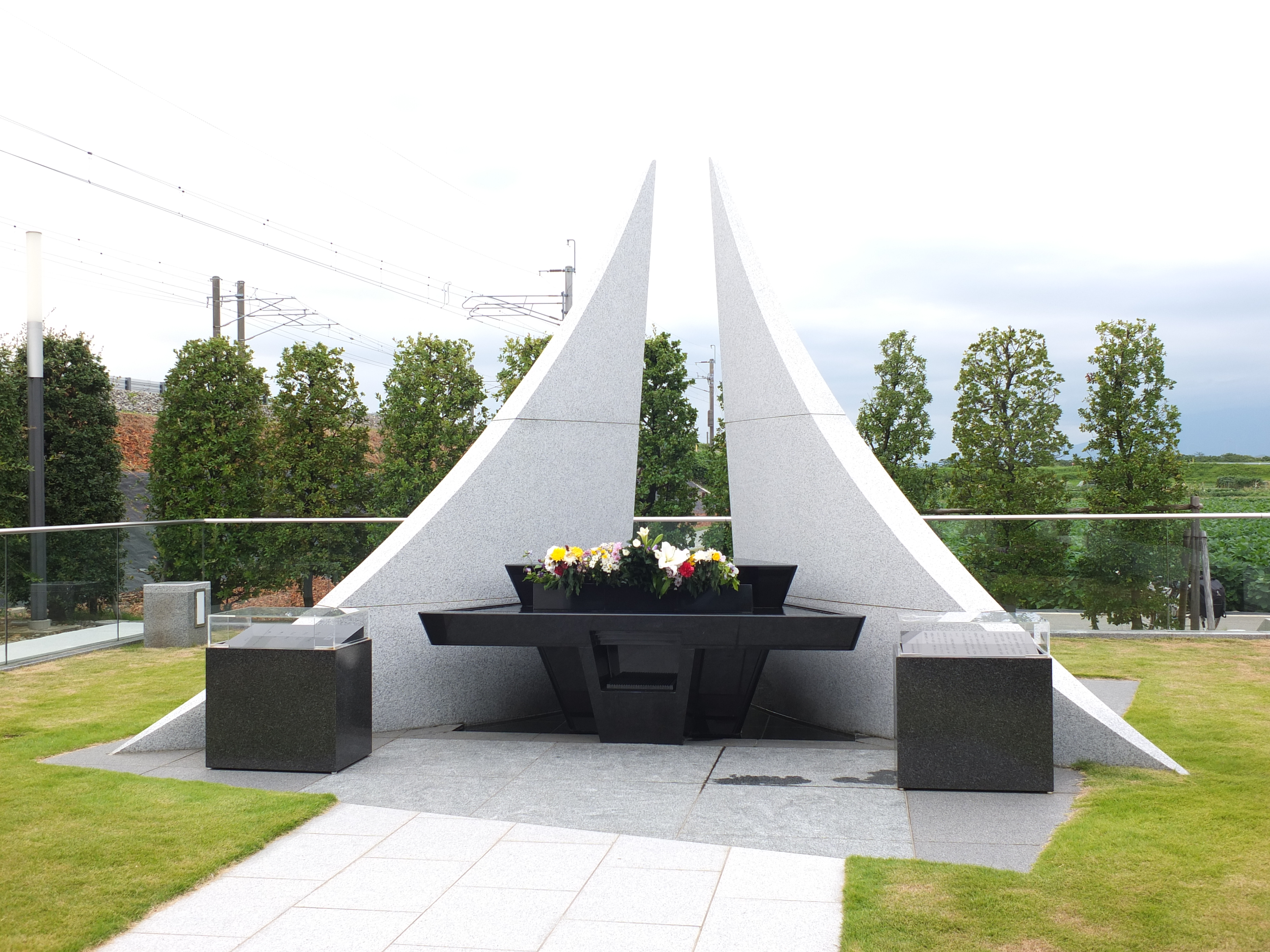
羽越本線列車事故慰霊碑

JR東日本では、事故後2010年8月頃までは同社の公式サイトのトップページにおいて「お詫び」や「対策実施状況」を示していた。
2014年1月途中まではトップページに「羽越本線列車事故について」のボタンを設けていた。2019年3月現在は、2014年1月下旬においてのホームページ改装により、トップページから事故記事における直接ページのリンクはなくなり「羽越本線列車事故について」のリンクは「重要なお知らせ：JR東日本」に移行している。
2006年、事故現場に慰霊碑が設置された。その後も事故発生日には、現地で慰霊・追悼が行われている。
この事故を受け、事故発生の1週間後にあたる2006年1月1日に実施された全日本実業団対抗駅伝競走大会（ニューイヤー駅伝）に、JR東日本ランニングチームが出場予定であったが辞退した。
本件事故以降、日本国内における走行中の列車内での旅客死亡事故は、2025年5月21日の長野電鉄長野線衝突破損事故まで発生しなかった（刑事事件を除く）。